# Abdel Rahman Swar al-Dahab
 (octobre 2018).
Si vous disposez d'ouvrages ou d'articles de référence ou si vous connaissez des sites web de qualité traitant du thème abordé ici, merci de compléter l'article en donnant les références utiles à sa vérifiabilité et en les liant à la section « Notes et références ».
Le général Abdel Rahman Suwar al-Dahab (arabe : عبد الرحمن سوار الذهب) né en 1934 à El Obeid (Soudan anglo-égyptien)[réf. nécessaire], et mort le 18 octobre 2018 à Riyad (Arabie saoudite) est un homme d'État soudanais, président du Soudan du 6 avril 1985 au 6 mai 1986.

## Biographie

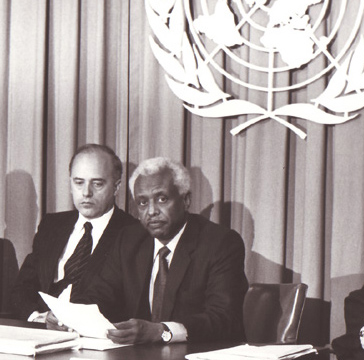
Abdel Rahman Swar al-Dahab (à droite) en 1988.

Né dans la ville d'Al-Ubayyid en 1934, Abdel Rahman Swar al-Dahab est diplômé de l'Académie militaire soudanaise. Il est devenu une figure éminente lorsque l'ancien président Gaafar Nimeiry l'a nommé chef d'état-major, puis ministre de la Défense et commandant général des forces armées en 1984. Il renverse celui-ci lors du Coup d'État du 6 avril 1985 au Soudan.
En 1986, il quitte le pouvoir et lui succède Ahmed al-Mirghani. 
En 1987, al-Dhahab est devenu président de l'Organisation de l'appel islamique (en arabe : منظمة الدعوة الإسلامية, Munaẓẓamat al-Da'wa al-Islāmiyya).
Il meurt en 2018 dans un hôpital militaire à Riyad.

## Distinctions
- 2004 : Prix international du roi Faisal au service de l'islam.